# 셀피글로벌
셀피글로벌(Cellfie Global Co. Ltd.)은 대한민국의 카드 제조 기업이다. 본사는 서울특별시 송파구 위례성대로 18 금복빌딩 4층에 위치해 있다. 대표이사는 유기종이다.

## 논란
무자본 M&A세력이 대부업체 자금 빌려 인수하였으며 최대주주 반대매매로 주가가 폭락하였고 감사의견 거절로 거래정지 처분을 받은 적이 있다 이로 인해 회사의 소액주주들이 법원에 회계장부 열람 가처분 신청을 내는 한편, 회사에도 경영진 교체를 위한 임시주주총회 개최를 요구하는 등 행동을 시도하고 있다

## 참고 문헌
1. ↑  셀피글로벌, IR 자료 2022년[깨진 링크(과거 내용 찾기)]
2. ↑  유망종목'에서 한 순간에 '거래정지' 나락…셀피글로벌에 무슨 일이, 뉴데일리, 2023-09-26
3. ↑  오주호, 대구 ‘셀피글로벌’ 소액주주들, 경영정상화 위한 행동 돌입, 프레시안, 2024.07.03
4. ↑  개미들이 뿔났다 … '셀피글로벌' 소액주주들, 최대주주 등극 , 뉴데일리, 2024-05-30